# Kelyn Akuna
Kelyn Akuna (* 7. Juni 1983; † 9. Mai 2020) war ein US-amerikanischer Bahnradsportler und Radsportfunktionär.

## Sportliche Laufbahn
Im Alter von 15 Jahren begann Kelyn Akuna mit dem Radsport. 2008 wurde er mit Dean Tracy und Jimmy Watkins US-amerikanischer Meister im Teamsprint. Er war Mitglied der Bahn-Nationalmannschaft.
Nach Beendigung seiner aktiven Radsportlaufbahn leitete Akuna die Radrennbahn in Burnaby, British Columbia, bis er Manager des Mattamy National Cycling Centre in Milton wurde. Auch gründete er, der selbst hawaiianischer Herkunft war und großes Interesse an der Kultur indigener Völker hatte, 2010 den Verein Aboriginal Youth Cycling, um Sportlerinnen und Sportler indianischer Herkunft für den Radsport zu begeistern. Schon zuvor hatte er sich als Trainer für Jiu Jitsu in der  Urban Native Youth Association in Vancouver engagiert. Kelyn Akuna starb im Mai 2020 im Alter von 36 Jahren; die Todesursache ist unbekannt.

## Erfolge
2008
- US-amerikanischer Meister – Teamsprint (mit Dean Tracy und Jimmy Watkins)